# Zuidlaardermeer

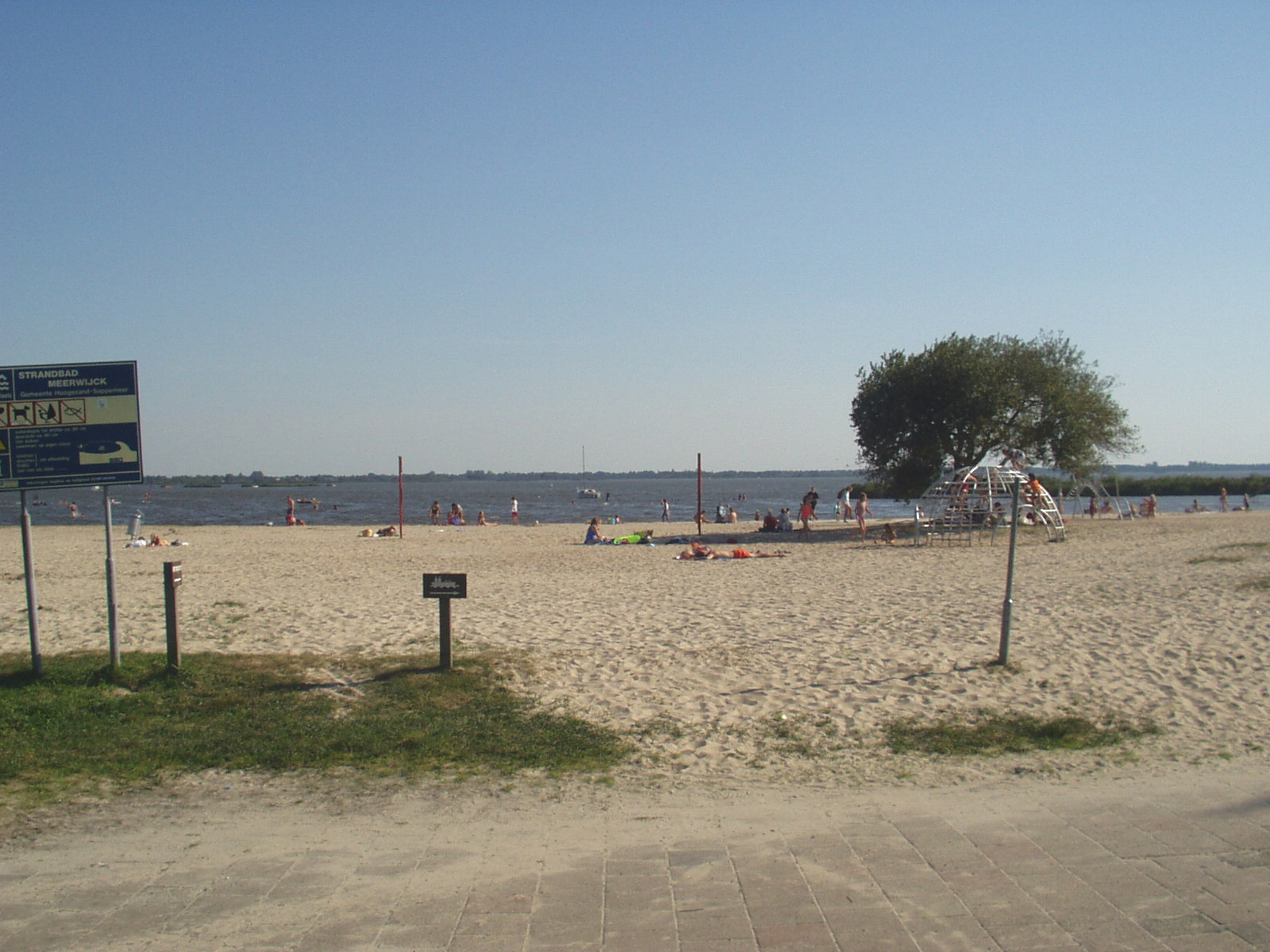
Strand bei Meerwijk

Das Zuidlaardermeer, auch Wolfsbargemeer genannt, ist ein See nördlich von Zuidlaren in den Niederlanden. Der überwiegende Teil des Sees liegt in der Provinz Groningen, etwa ein Viertel jedoch auch in der Provinz Drenthe.
Mit Ausnahme der Fahrrinnen ist der See größtenteils seicht (etwa 1 Meter tief). Er ist bei Seglern und Wassersportlern wegen der Yachthäfen sehr beliebt, auch gibt es einen Erholungsstrand am See.
Der See und die umliegenden Polder werden durch die Stiftung 'Het Groninger Landschap' ('Die Groninger Landschaft') verwaltet.